# Brooke Ballentyne
Brooke Ballentyne (Charlotte, 13 de julho de 1982) é uma ex-atriz pornográfica americana.

## Biografia
Ballentyne cresceu numa família religiosa e restritiva na Carolina do Norte. Segundo ela, não tinha permissão para ter uma vida social.
Fez sexo anal aos 17 anos de idade com a intenção de manter a sua virgindade e logo depois fez sexo vaginal aos 18. Ela começou na indústria pornô filmando para a internet na Carolina do Norte e, em seguida, viajou para Los Angeles para gravar filmes para adultos.
De acordo com sua página no MySpace, ela ingressou na vida religiosa em 30 de março de 2008 e desde então saiu da indústria pornográfica.

## Prêmios
- 2004: AVN Award – Best Supporting Actress (Rawhide)[3]
- 2004: AVN Award – Best Solo Sex Scene (Screaming Orgasms)[3]